# Vaudeville-le-Haut
Vaudeville-le-Haut település Franciaországban, Meuse megyében. Lakosainak száma 49 fő (2022. január 1.). Vaudeville-le-Haut Vouthon-Haut, Seraumont, Dainville-Bertheléville, Les Roises, Avranville és Chermisey községekkel határos.

## Népesség
A település népessége az elmúlt években az alábbi módon változott:
| Lakosok száma | 64   | 52   | 52   | 65   | 61   | 57   | 55   | 53   | 53   | 49   |
|               | 1968 | 1982 | 1990 | 2006 | 2013 | 2015 | 2017 | 2019 | 2020 | 2022 |